# こんそめ! 〜combination somebody〜
『こんそめ! 〜combination somebody〜』は、Silver Bulletより2010年6月25日に発売されたパソコン向けアダルトゲーム。スマホ向け萌えAPPよりAndroidアプリ版も配信されている。

## 概要
Silver Bulletの5作目のタイトル。ワケありの5人の少女とチームを組んで問題解決に挑むRPG風の学園ADV。5人の少女たちはキャラ毎に「ジョブ」と呼ばれる得意分野を持っており、それを生かして「クエスト」と呼ばれる問題を解決して絆を深めていく。
タイトルの「combination somebody」は「誰かと一緒に○○する」という意味。その名の通り、他人と協力して生きていくことがテーマとなっている。

## あらすじ
主人公、内藤恭太郎は「揉めごと処理屋」だった叔母に憧れ、叔母の母校だった泉州学園に入学する。ある日、恭太郎のもとに「行方不明の妹」を名乗る金髪の少女、スィエがあらわれる。しかし、妹は日本人で、彼女は明らかに偽物であった。しかし、スィエが叔母の遺品を持っていたことを知り、彼女を面倒を見ようと思い立つ。スィエと暮らしながら暴走ライダーの燐やお嬢様で優等生な吉佳、幼馴染の紺乃とともによろず屋稼業を始める恭太郎、そんな彼の元にスィエを狙う謎の転校生、竜子が現れる。

## 登場人物
（出典：）
内藤 恭太郎（ないとう きょうたろう）
亡くなった叔母に憧れて、その母校に入学した主人公。学園内で仲間とともによろず屋稼業を始める。
親切で面倒見が良いが、女性と美しいものには弱い。料理はセミプロ級の腕前を持つ。
梧篭 燐（ごかご りん）
声 - 北都南
世話好きで正義感が強い、ハイテンションな少女。目下の人や弱者には甘い面も。
乗り物に適性がありハンドルが付いていれば大抵のものは乗りこなせる。
市倉 吉佳（しくら よしか）
声 - 御苑生メイ
清楚で文武両道なお嬢様。
的確な判断と抜群の説得力、演技力を備えるが、男嫌いで、異性に触れられると「男アレルギー」が発症してしまうのが悩み。
スィエ（すぃえ）
声 - 青山ゆかり
恭太郎の生き別れの妹を名乗る少女。よろずや稼業に自ら関わってくる。
性格は好奇心旺盛だが、気まぐれで何事も長続きしない。また怖いもの知らずでスキンシップ過剰な小悪魔的な一面を持つ。
スリと色仕掛けが得意。
双葉 紺乃（ふたば こんの）
声 - みる
ドジで世話焼きな恭太郎の幼馴染。恭太郎を「未来の旦那様」として溺愛している。
ネットメインの情報屋である「かがり火」の2代目でもある。
汀 竜子（みぎわ りゅうこ）
声 - 茶谷やすら
恭太郎の学園に転校してきたローテンションな少女。その正体は「紫電（サンダーボルト）」の異名を持つ殺し屋。
無口、無表情で、一般常識に欠ける一面がある。背後を取られると刺客だと思って攻撃してしまうことも。

## 主題歌
オープニング曲「combination somebody!」
作詞：紺野比奈子 / 作曲：松本慎一郎(M.U.T.Sミュージックスタジオ) / 歌：西沢はぐみ /  コーラス：西沢はぐみ、Yuyi